# ۴۹ شکارچی

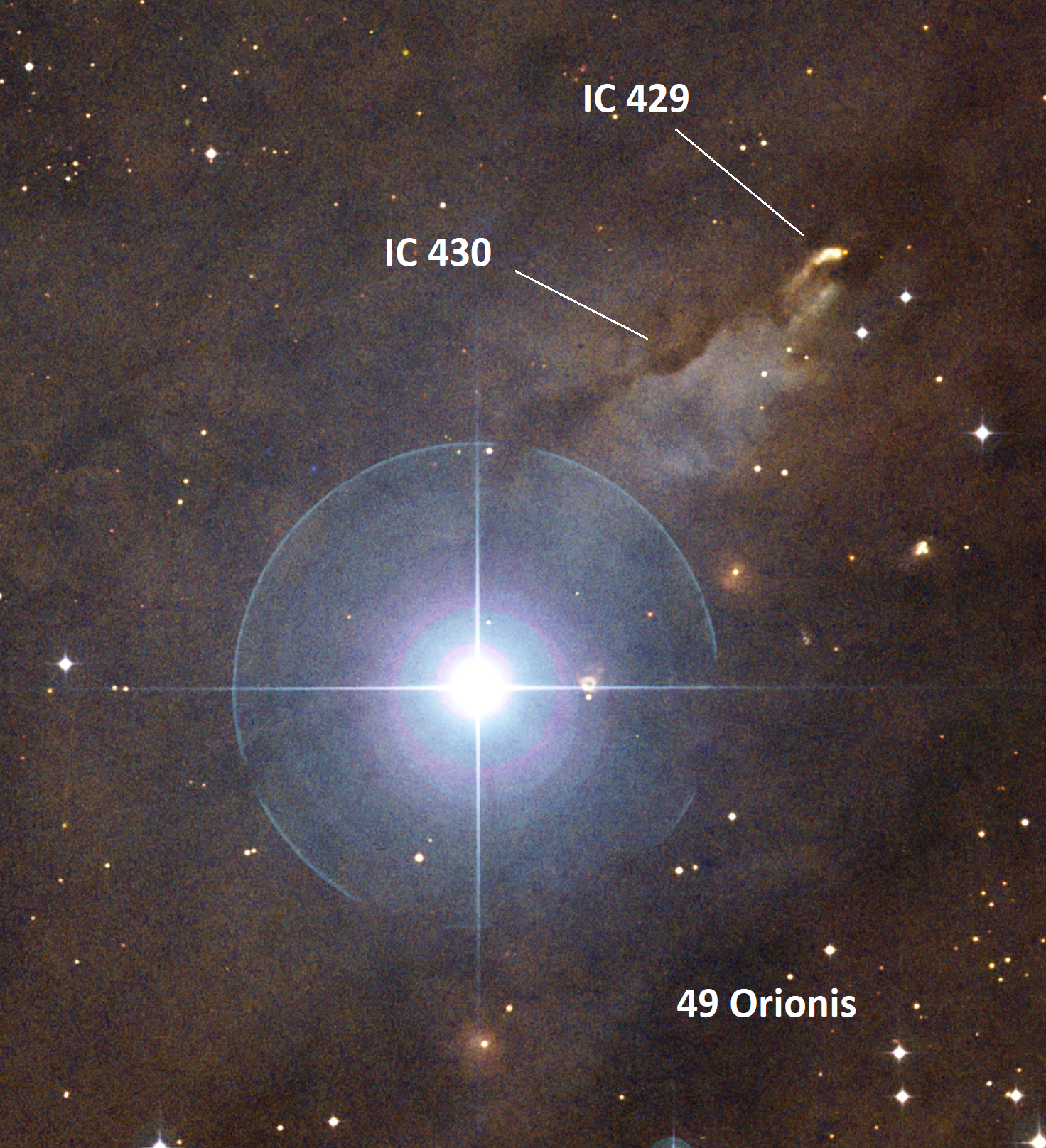
۴۹ شکارچی (مرکز)

۴۹ شکارچی (انگلیسی: 49 Orionis) یک ستاره منفرد در صورت فلکی استوایی جبار است. این جسم با چشم غیرمسلح به صورت ستاره ای کم نور و سفید رنگ با قدر ظاهری ۴.۸۰ قابل مشاهده است. بر اساس اختلاف منظر ۱۴۱ سال نوری از خورشید فاصله دارد، اما با سرعت شعاعی ۵- کیلومتر بر ثانیه نزدیک‌تر می‌شود.